# Zoledronaat
Zoledronaat (INN) of zoledroninezuur is een bisfosfonaat-geneesmiddel. Bisfosfonaten zijn stoffen die de botafbraak remmen en de botten versterken.
Zoledronaat is ontwikkeld door Ciba-Geigy, dat later opging in Novartis. Novartis verkoopt zoledronaat in twee producten: Zometa en Aclasta.
De indicaties van Zometa zijn:
- het risico van botcomplicaties (botbreuken, botafwijkingen, compressie van het ruggenmerg) bij volwassen patiënten met een kanker die het bot aantast, zoals de ziekte van Kahler;
- de behandeling van door tumoren veroorzaakte hypercalciëmie (hoog calciumgehalte in het bloed).

Zometa is sedert 20 maart 2001 toegestaan in de Europese Unie.
Aclasta wordt voorgeschreven voor de behandeling van:
- osteoporose bij vrouwen na de menopause en bij mannen
- van de ziekte van Paget.

Aclasta is op 15 april 2005 in de Europese Unie toegestaan.
De stof is opgenomen in de lijst van essentiële geneesmiddelen van de WHO.